# Братства и сестринства
Братства и сестринства (енгл. Greek) је назив популарне америчке телевизијске серије која прати животе студената на факултету „ЦРУ“ (енгл. Cyprus-Rhodes University), који је формиран по грчком систему школства. Догађаји у серији се одигравају у два братства - Капа Тау Гама (КТГ) и Омега Хи Делта (ΩΧΔ) и сестринству Зета Бета Зета (ЗБЗ). Иако се појављују ликови који нису део грчког система, они су на одређени начин повезани са студентима у братствима и сестринствима.
19. фебруара 2010. је најављено снимање четвте сезоне.. Прва епизода је емитована 9. јула 2007. године на каналу Еј Би Си.